# 부스타마이트
부스타마이트(Bustamite)는 칼슘 망간 이노규산염(사슬 규산염)이자 규회석 그룹의 구성원이다. 마그네슘, 아연, 철은 망간을 대체하는 일반적인 불순물이다. 부스타마이트는 CaMnSi2O6의 고온 폴리모프이며, 요한세나이트는 저온 폴리모프이다. 변환은 830 °C (1,530 °F)에서 일어나지만, 매우 느릴 수 있다.
부스타마이트는 밝은색의 홍망간석 또는 피록스망가이트와 혼동될 수 있지만, 이 두 광물은 이축성 (+)인 반면 부스타마이트는 이축성 (−)이다.

## 단위 격자 변수
단위 격자의 크기와 유형, 사용될 화학식, 그리고 단위 격자당 화학식 단위 수인 Z의 값에 대해서는 문헌에 상당한 다양성이 있다.
부스타마이트는 삼사정계 광물이며, 원시 단위 셀로 설명될 수 있지만, 유사한 광물인 규회석과의 비교를 용이하게 하기 위해 더 큰 A 중심 셀이 종종 선호된다.
부스타마이트의 화학식은 CaMn(SiO
3)
2이지만 때로는 (Ca,Mn)SiO
3로 쓰이며, 이런 식으로 화학식을 변경하면 Z의 값이 달라진다. 구조는 반복 단위가 두 개인 휘석과 달리 세 개의 사면체로 이루어진 SiO4 사면체 사슬이다. Ca++와 Mn++는 사슬 사이에 위치한다. A 중심 단위 셀에는 12개의 사면체가 있다.
단위 격자, 화학식, 그리고 Z는 분리해서 생각할 수 없다; 이들은 상호 연결되어 일관된 값 세트를 이룬다. 본 문서는 a = 7.736 Å, b = 7.157 Å, c = 13.824 Å의 A 중심 단위 격자(공간군 A1), 화학식 CaMn(SO
3)
3 및 Z = 6을 채택한다. Deer et al.은 화학식을 (Mn,Ca,Fe)[SiO
3]로 취하므로 그들의 Z 값은 12로 두 배가 된다. Mindat은 공간군을 P1로 표기하지만, 겉으로는 면심 격자에 대한 격자 변수를 제시하는 듯하다.

## 표본 산지
표본 산지는 원래 멕시코 푸에블라의 테텔라 데 조노틀라(Tetela de Jonotla)로 알려져 있었으며, 이 광물은 멕시코 광산 학회 교수였던 멕시코 광물학자 호세 마리아 부스타만테 이 셉티엠(José María Bustamante y Septiem)의 이름을 따서 명명되었다. 그러나 푸에블라의 물질은 나중에 요한세나이트와 홍망간석의 혼합물로 밝혀졌으므로, 현재 표본 산지는 미국 서식스군 프랭클린의 프랭클린 광산이다.
부스타마이트와 요한세나이트 모두 프랭클린에서 발견된다. 부스타마이트는 그곳에서 비교적 흔하며, 홍망간석 및 테프라이트, 방해석 및 테프라이트, 또는 글라우코크로이트 및 테프라이트와 함께 다양한 조합으로 나타난다. 베수비아나이트, 규회석, 석류석, 투휘석, 규회연석, 요한세나이트, 마르가로사나이트, 그리고 클리노헤드라이트 또한 존재할 수 있다.

## 환경
부스타마이트는 일반적으로 망간 함유 퇴적물의 변성 작용과 이에 따른 변성 교대 작용의 결과로 생성된다. (새로운) 표본 산지인 프랭클린에서 가장 오래된 암석은 혼합된 퇴적 기원과 화산 기원의 선캄브리아 시대 편마암이다. 프랭클린 대리석은 아연, 망간, 철 광물을 함유한 퇴적물과 함께 이 암석 내부에 퇴적되었다. 이 퇴적물은 선캄브리아 시대 후기에 변성 작용을 거쳤으며, 그 후 암석은 선캄브리아 시대 후기부터 캄브리아기까지 융기되었고 침식된 표면에 규암이 퇴적되었다. 캄브리아기-오르도비스기 시대에는 규암 위에 석회암이 덮였고, 현재까지 암석은 융기와 침식의 영향을 받았다.